# Евро-4

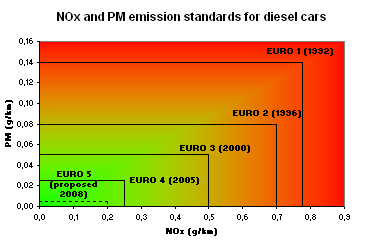
На рисунке показаны ограничения накладываемые разными версиями стандарта Евро-х на дизельные автомобили.

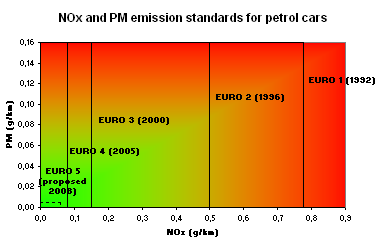
На рисунке показаны ограничения, накладываемые разными версиями стандарта Евро-х на бензиновые автомобили. До введения стандарта Евро-5 выбросы сажи не учитывались.

Евро-4 — экологический стандарт, регулирующий содержание вредных веществ в выхлопных газах. Введён в Евросоюзе в 2005 в качестве замены предыдущему стандарту, Евро 3. В 2009 году заменён на новый стандарт — Евро-5.

## Сертификат Евро-4
Сертификат Евро-4 — официальный документ, выдаваемый аккредитованными органами по сертификации, а также центрами сертификации в соответствии с техническим регламентом «О требованиях к выбросам автомобильной техникой, выпускаемой в обращение на территории Российской Федерации, вредных (загрязняющих) веществ».
Сертификаты соответствия класса Евро, в том числе и сертификат Евро-4, относятся к экологическим стандартам. Они применяются для подтверждения качества автомобилей определенным техническим нормам; в частности, сертификат Евро-4 подтверждает соответствие автомобиля или любого другого транспортного средства европейским экологическим стандартам. Основной показатель — уровень выброса в атмосферу вредных веществ (углекислый газ, оксиды азота и углеводороды, и др.).

## В России
В России в целях защиты населения и окружающей среды от воздействия выбросов автомобильной техникой вредных (загрязняющих) веществ 12 октября 2005 года Правительством Российской Федерации был утверждён специальный технический регламент «О требованиях к выбросам автомобильной техникой, выпускаемой в обращение на Территории РФ, вредных (загрязняющих) веществ». Постановлением Правительства Российской Федерации от 20 января 2012 г. N 2 переход на новый стандарт был перенесён. С 1 января 2013 года все производимые и ввозимые на территорию России автомобили должны соответствовать классу Евро-4, однако возможно использовать шасси и базовые транспортные средства с сертификатами Евро-3, выпущенные до 31 декабря 2012 года.
На топливо первоначально планировалось ввести стандарт Евро-4 с 1 января 2010 года, но сроки были перенесены сначала на 2012 год, затем на 2014 год.
Таким образом, до 31 декабря 2012 года действовал стандарт Евро-2, а с 1 января 2013 все производимое топливо обязали иметь экологический стандарт не ниже Евро-3. Оборот топлива Евро-3 запрещен в России с 1 января 2016 года, в связи с этим, начиная с этого дня началось поэтапное списание техники с двигателями Евро-3.

### Переоборудование на Евро-4
Переоборудование на Евро-4 — процедура доработки колёсных транспортных средств, самоходных машин или маломерных судов под экологический стандарт Евро-4. Осуществляется путём установки специальных каталитических нейтрализаторов либо фильтров технологической очистки (магнитной, ультразвуковой и пр.), что позволяет снизить расход топлива и значительно (более 50 %) понизить вредные выбросы. Такие эффекты достигаются за счет изменения качества топлива и ряда его физических показателей.[каких?]

## В Казахстане
В Казахстане экологический стандарт Евро-4 введён Постановлением Правительства РК № 97 от 6 февраля 2013 года для ввозимых автомобилей с 1 июля 2013 года и для производимых — с 1 января 2014 года. Топливо, соответствующее классу Евро-3, должно появиться в стране с 1 января 2014 года на всех заправках, а экологическому классу Евро-4 — с 1 января 2016.

## На Украине
На Украине экологический стандарт Евро-4 действовал с 1 января 2014 года по 1 января 2016 года. При введении данного норматива произошли уменьшения различных коэффициентов[каких?].